# Celler del Sindicat Agrícola Sant Roc
El Celler del Sindicat Agrícola Sant Roc és un edifici del municipi del Palau d'Anglesola (Pla d'Urgell) inclosa en l'Inventari del Patrimoni Arquitectònic de Catalunya.

## Descripció
L'edifici té una estructura basilical, amb una gran nau amb un cos central més ampli i dos de laterals molt més petits. Les tines estaven disposades en quatre fileres deixant passadissos entremig per a les obertures de dipòsits subterranis. La coberta del cos central és d'encavallades de fusta i teulada a dues vessants amb teula àrab. Els cossos laterals són coberts amb bigues i teulada a una sola vessant. Al darrere, en forma de transsepte hi havia la sala d'elaboració del vi i un cos per a moll de descàrrega, sobre el qual s'aixeca el dipòsit de l'aigua.
Les parets eren de tàpia arrebossada amb morter de calç, tret d'un petit sòcol de pedra a les façanes; sobre aquest sòcol, a la façana principal, hi havia una franja de rajola de València blanca i blava; una estreta franja d'aquest mateix material ressegueix la línia de teulada, també a la façana principal. La rajola de València que rematava el sòcol integrava tres portes (ara només en queda una) d'arc rebaixat amb marquesines en voladís, de maó. Damunt del novell de les portes, s'obren un seguit de set finestres verticals allargassades al cos central i dues a cada cos lateral; els amplits d'aquestes finestres són de ceràmica vidrada blava, i al carcanyol tenen un botó de ceràmica verda. Aquest mateix esquema es repeteix als frontis de la nau transversal i en les façanes laterals.
A l'interior, l'estructura portant és feta de pilars de secció cruciforme i arcs de diferents fromat, tot de maó.

## Història
L'any 1919, l'arquitecte Cèsar Martinell va projectar el celler del Sindicat Agrícola de Sant Roc. La maquinària es feu segons projecte de l'enginyer Isidro Campllonch.
Al final de la dècada dels seixanta, amb la construcció del canal d'Urgell, es deixà de banda el cultiu de la vinya i el celler fou readaptat per als nous usos derivats dels cultius de regadiu. Entre altres adaptacions, s'obriren portes a la façana principal per a l'entrada de camions, de manera que es va perdre la rajoleta decorativa inicial.
Ara l'edifici serveix per emmagatzemar blat.
Els nous magatzems units a l'edifici original han estat executats amb blocs de formigó. Cal destacar la voluntat de relació amb l'edifici original en projectar uns finestrals cecs, idèntics als dissenyats per Martinell.
La cúpula encara es conserva però si temps enrere era més exterior, ampliacions posteriors del magatzem en dificulten més la visibilitat.